# Міжнародне енергетичне агентство

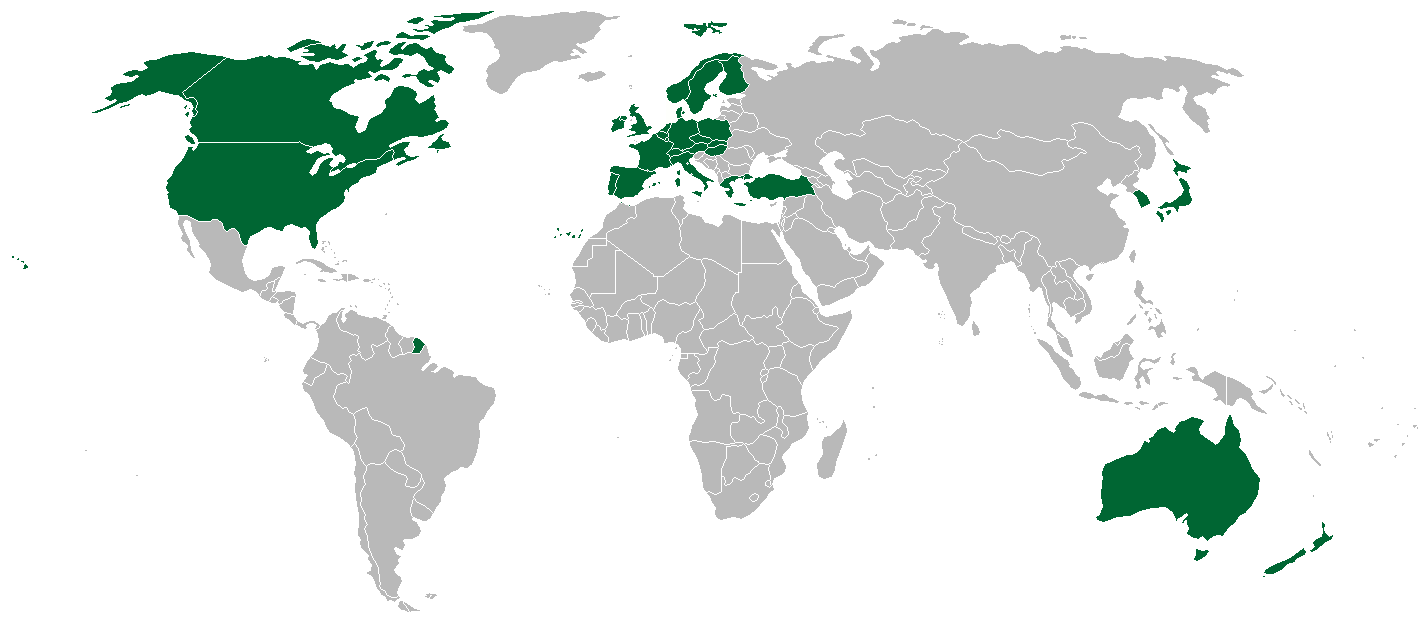
Міжнародне енергетичне агентство. Карта країн-членів.

Міжнародне енергетичне агентство (МЕА; англ. International Energy Agency, IEA) — автономний міжнародний орган в рамках Організації економічного співробітництва та розвитку (ОЕСР). 

## Загальний опис
Міжнародне енергетичне агентство налічує 29 країн-учасниць. Утворене в Парижі в 1974 році після нафтової кризи 1973—1974 років. При цьому керувалися рішенням ОЕСР (Організації економічної співпраці та розвитку) про створення Міжнародного енергетичного агентства, прийнятим 15 листопада 1974 року, а також Угодою про міжнародну енергетичну програму, підписану в Парижі 18 листопада 1974 року. Цими документами передбачено створення МЕА як автономного органу в рамках ОЕСР для імплементації міжнародної енергетичної програми через здійснення таких функцій, як забезпечення співпраці між країнами-учасницями з метою зменшення залежності від нафти шляхом енергозбереження, розвитку альтернативних джерел енергії, досліджень і розвитку в енергетиці; створення системи інформування про міжнародний нафтовий ринок; реалізації плану підготовки країн-учасниць до ризиків істотних порушень у постачанні нафти і розподілу її наявних запасів у разі настання надзвичайних обставин.
Основна заявочна мета організації — сприяння міжнародному співробітництву в галузі вдосконалення світової структури попиту та пропозиції енергоресурсів та енергетичних послуг. В реальності відстоює інтереси країн-імпортерів енергоресурсів. Тільки держави-члени ОЕСР можуть стати учасниками МЕА.
Функціонально МЕА виконує роль інформаційного центру та консалтингової організації, що діє в інтересах урядів 29 країн-учасниць. МЕА не наділене директивними функціями від країн-учасниць. Агентство фокусується на енергетичній безпеці, економічному розвитку та на захист довкілля (в тому числі на боротьбі зі змінами клімату). МЕА також просуває використання альтернативної енергетики, особливо відновлюваних джерел, раціональних енергетичних політик, міжнародної кооперації в енергетиці. Широку популярність мають щорічні (англ. World Energy Outlook, Прогноз розвитку світової енергетики) звіти МЕА.
Головним завданням МЕА є реалізація Міжнародної енергетичної програми, основні моменти якої відображені у відповідній угоді у вигляді чітких міжнародних зобов'язань для її сторін. Діяльність МЕА у наш час подібна до колективної наукової організації у сфері енергетики для її членів. Зокрема, агентством проводяться статистичні та інші дослідження міжнародних енергетичних і суміжних ринків, аналізується національна енергетична політика, надаються рекомендації та огляди міжнародних енергетичних ринків, включаючи екологічні аспекти.

## Члени
Австралія
 Австрія
 Бельгія
 Канада
 Чехія
 Данія
 Естонія
 Фінляндія
 Франція
 Німеччина
 Греція
 Угорщина
 Ірландія
 Італія
 Японія
 Південна Корея
 Люксембург
 Нідерланди
 Мексика
 Нова Зеландія
 Норвегія
 Польща
 Португалія
 Словаччина
 Іспанія
 Швеція
 Швейцарія
 Туреччина
 Велика Британія
 США